# 増田敏彦
増田 敏彦（ますだ としひこ、1960年- ）は日本のアニメ監督、アニメーション演出家、作画監督。

## 略歴・人物
テレコム・アニメーションフィルムの主力アニメーター・演出家として1980年に入社する。海外作品の監督なども務める。
主にトムス・エンタテインメントの作品を中心に幅広く手掛けており、キャラクターデザインを務めることもある。

## 参加作品

### テレビアニメ
1980年
- 宇宙伝説ユリシーズ31（パイロット）

1981年
- 怪傑ゾロ

1983年
- ガジェット警部（作画監督）
- リトルズ（1983年 - 1985年、作画監督）

1984年
- 名探偵ホームズ（1984年 - 1985年、動画）
- マイティ・オーボッツ（監督）
- ゴーストバスターズ（パイロット・作画監督）

1985年
- ワズルス（監督・作画監督）
- ガミー・ベアの冒険（1985年 - 1989年、監督・作画監督）

1987年
- わんぱくダック夢冒険（監督・作画監督）
- アルフ・ザー・アニメイティッド・シアリーズ（監督・作画監督）
- バイオニックシックス（1987年 - 1989年、監督）

1988年
- 新くまのプーさん（1988年 - 1989年、監督・作画監督）

1989年
- チップとデールの大作戦（監督・作画監督）
- それいけ!アンパンマン（1989年 - 、絵コンテ・原画）

1990年
- タイニートゥーンアドベンチャーズ（1990年 - 1993年、監督・キャラクターデザイン・絵コンテ・作画監督）
- Peter Pan and the Pirates（1990年 - 1991年、作画監督）

1992年
- バットマン（1992年 - 1998年、キャラクターデザイン・絵コンテ・作画監督）

1993年
- アニマニアックス（1993年 - 1996年、監督・キャラクターデザイン・絵コンテ・作画監督）
- アドベンチャーズ・オブ・ソニック・ザ・ヘッジホッグ（作画監督）

1995年
- シルベスター&トゥイーティー・ミスターリズ（1995年 - 1998年、監督）
- ピンキー&ブレインクリスマス（作画監督）

1996年
- スーパーマン（1996年 - 1997年、監督・キャラクターデザイン・絵コンテ・原画）

2000年
- サイバーシックス（2000年 - 2001年、監督）

2002年
- ぴたテン（絵コンテ）
- 花田少年史（2002年 - 2003年、絵コンテ・演出・原画）

2003年
- ソニックX（2003年 - 2004年、絵コンテ）
- 無人惑星サヴァイヴ（2003年 - 2004年、絵コンテ・原画）

2004年
- モンキーパンチ漫画活動大写真（2004年 - 2005年、キャラクターデザイン・作画監督・絵コンテ・演出）
- 焼きたて!!ジャぱん（2004年 - 2006年、絵コンテ・原画）

2006年
- RED GARDEN（作画監督協力）
- 無敵看板娘（絵コンテ）
- ぷるるんっ!しずくちゃん（2006年 - 2007年、キャラクターデザイン・作画監督）

2007年
- おおきく振りかぶって（絵コンテ）
- ルパン三世 霧のエリューシヴ（監督・絵コンテ）
- ぷるるんっ!しずくちゃん あはっ☆（2007年 - 2008年、キャラクターデザイン・作画監督）

2008年
- のらみみ（キャラクターデザイン・作画監督）
- 隠の王（絵コンテ）
- スティッチ!（絵コンテ）
- のらみみ2（キャラクターデザイン・作画監督）
- ライブオン CARDLIVER 翔（2008年 - 2009年、キャラクターデザイン・総作画監督・作画監督・原画）

2009年
- RIDEBACK（絵コンテ）
- ハヤテのごとく!!（絵コンテ）
- BLEACH（2009年 - 2012年、絵コンテ・原画）
- スティッチ! 〜いたずらエイリアンの大冒険〜（2009年 - 2010年、絵コンテ）

2010年
- 会長はメイド様!（絵コンテ）
- ひめチェン!おとぎちっくアイドル リルぷりっ（絵コンテ）
- 探偵オペラ ミルキィホームズ（絵コンテ）
- スティッチ! 〜ずっと最高のトモダチ〜（絵コンテ）
- 荒川アンダー ザ ブリッジ×ブリッジ（作画監督）

2011年
- FAIRY TAIL（2011年 - 2019年、作画監督・原画）
- ブレイド（絵コンテ・原画）

2012年
- BRAVE10（動物設定）
- 黒魔女さんが通る!!（2012年 - 2013年、作画監督）
- ふるさと再生 日本の昔ばなし（キャラクターデザイン・絵コンテ・演出・作画・原画）
- ココロコネクト（絵コンテ）
- 宇宙兄弟（2012年 - 2013年、作画監督・原画）
- 貧乏神が!（作画監督）
- ジョジョの奇妙な冒険（作画監督・原画）
- キングダム（2012年 - 2013年、作画監督・原画）
- NARUTO -ナルト- 疾風伝（2012年 - 2017年、絵コンテ・原画）
- アイカツ!（2012年 - 2013年、絵コンテ）

2013年
- クロスファイト ビーダマンeS（作画監督）
- ダイヤのA（2013年 - 2015年、絵コンテ・ED原画）

2014年
- ハマトラ（絵コンテ）
- 遊☆戯☆王ARC-V（2014年 - 2017年、作画監督・原画）
- デュエル・マスターズ VS（作画監督・原画）
- DRAMAtical Murder（絵コンテ）

2015年
- ダイヤのA -SECOND SEASON-（2015年 - 2016年、絵コンテ・原画）
- 電波教師（サブキャラクター設定）
- 六花の勇者（OP原画）
- ルパン三世 (2015年TVシリーズ)（絵コンテ・作画監督・原画）

2016年
- ルパン三世 イタリアン・ゲーム（絵コンテ・OP原画）
- 双星の陰陽師（絵コンテ・原画）
- かみさまみならい ヒミツのここたま（2016年 - 2018年、絵コンテ・原画）

2017年
- ALL OUT!!（作画監督）
- 100%パスカル先生（作画監督・原画）
- 恋愛暴君（作画監督・原画）
- ブラッククローバー（2017年 - 2021年、絵コンテ・原画）
- 十二大戦（作画監督）

2018年
- BORUTO-ボルト- -NARUTO NEXT GENERATIONS-（2018年 - 2022年、絵コンテ）
- キャプテン翼（2018年 - 2019年、作画監督・原画）
- 東京喰種トーキョーグール:re（作画監督・原画）
- メジャーセカンド（絵コンテ）
- Phantom in the Twilight（絵コンテ・原画）
- つくもがみ貸します（原画・OP原画）
- キラキラハッピー★ ひらけ!ここたま（絵コンテ・原画）
- 逆転裁判 〜その「真実」、異議あり!〜 Season2（作画監督・原画）

2019年
- 不機嫌なモノノケ庵 續（絵コンテ）
- バミューダトライアングル 〜カラフル・パストラーレ〜（絵コンテ）
- 魔王様、リトライ!（作画監督）
- 旗揚!けものみち（絵コンテ）

2020年
- アルゴナビス from BanG Dream!（絵コンテ）
- 新サクラ大戦 the Animation（絵コンテ）
- 宇崎ちゃんは遊びたい!（絵コンテ）
- ハクション大魔王2020（作画監督・原画）
- D4DJ First Mix（絵コンテ）

2021年
- 半妖の夜叉姫（絵コンテ）
- 究極進化したフルダイブRPGが現実よりもクソゲーだったら（絵コンテ）
- 七つの大罪 憤怒の審判（作画監督）
- D_CIDE TRAUMEREI THE ANIMATION（絵コンテ）
- 探偵はもう、死んでいる。（絵コンテ）

2022年
- 乙女ゲー世界はモブに厳しい世界です（絵コンテ）
- ダンジョンに出会いを求めるのは間違っているだろうかIV 新章 迷宮篇（絵コンテ）
- 新米錬金術師の店舗経営（絵コンテ）
- 勇者パーティーを追放されたビーストテイマー、最強種の猫耳少女と出会う（絵コンテ）

2023年
- 異世界はスマートフォンとともに。2（絵コンテ）
- 事情を知らない転校生がグイグイくる。（絵コンテ）
- 七つの魔剣が支配する（絵コンテ）
- 16bitセンセーション ANOTHER LAYER（絵コンテ）

2024年
- 勇気爆発バーンブレイバーン（絵コンテ）
- 七つの大罪 黙示録の四騎士（絵コンテ）
- ブルーアーカイブ The Animation（絵コンテ）
- Unnamed Memory（絵コンテ）
- 神之塔 -Tower of God- 王子の帰還（絵コンテ）
- 異世界ゆるり紀行 〜子育てしながら冒険者します〜（絵コンテ）
- ハイガクラ（絵コンテ）
- オーイ!とんぼ（作画監督）
- 嘆きの亡霊は引退したい（絵コンテ）

2025年
- メダリスト（絵コンテ）
- 日本へようこそエルフさん。（絵コンテ）
- 戦隊大失格（絵コンテ）
- 地獄先生ぬ〜べ〜 (2025)（絵コンテ）

### 劇場アニメ
1989年
- NEMO/ニモ（演出アニメーター）

1995年
- ルパン三世 くたばれ!ノストラダムス（助作画監督）

2007年
- ピアノの森（絵コンテ）

2009年
- 劇場版 NARUTO -ナルト- 疾風伝 火の意志を継ぐ者（絵コンテ・原画）

2010年
- 劇場版 NARUTO -ナルト- 疾風伝 ザ・ロストタワー（絵コンテ）
- おまえ うまそうだな（作画監督）

2011年
- 劇場版 NARUTO -ナルト- ブラッド・プリズン（絵コンテ）

2012年
- ROAD TO NINJA -NARUTO THE MOVIE-（絵コンテ）

2022年
- 犬王（作画監督）

2023年
- SAND LAND（絵コンテ）

2024年
- 風都探偵 仮面ライダースカルの肖像（原画）

### OVA
- タイニー・トゥーン アドベンチャーズ・サマーバケーション（1992年、キャラクターデザイン・絵コンテ・作画監督）
- バットマン・ザ・フューチャー 蘇ったジョーカー（2000年、絵コンテ・演出・作画監督）
- 人KENまもる君とあゆみちゃん「世界をしあわせに」（2005年、キャラクターデザイン・作画監督・原画）
- グリーンランタン:ファースト・フライト（2009年、キャラクターデザイン・絵コンテ・原画）
- ジャスティスリーグ:ドゥーム（2012年、絵コンテ）
- スーパーマンVSエリート（2012年、作画監督）

### Webアニメ
- ガンダムビルドダイバーズRe:RISE（2020年、絵コンテ）
- LUPIN ZERO（2022年、原画）
- ガンダムビルドメタバース（2023年、絵コンテ）
- SAND LAND: THE SERIES（2024年、絵コンテ）

### ゲーム
- 輝水晶伝説アスタル（1995年、監督）
- レイトン教授と魔神の笛（2009年、作画監督）
- ソニックスーパースターズ (2023年、監督・絵コンテ・原画)